# 2020년 하계 올림픽 룩셈부르크 선수단
2020년 하계 올림픽 룩셈부르크 선수단은 2021년 7월 23일부터 8월 8일까지 일본 도쿄에서 열린 2020년 하계 올림픽에 참가한 올림픽 룩셈부르크 선수단이다.
룩셈부르크는 2020년 도쿄 하계 올림픽에 참가했다. 원래 2020년 7월 24일부터 8월 9일까지 열릴 예정이었던 올림픽은 코로나19 범유행으로 인해 2021년 7월 23일부터 8월 8일로 연기되었다. 1900년 국가 공식 데뷔 이후 룩셈부르크 선수들은 1904년과 1908년 하계 올림픽, 전 세계 대공황 당시 로스앤젤레스에서 열린 1932년 하계 올림픽을 제외하고 모든 하계 올림픽에 출전했다.

## 출전 선수
| 종목         | 남자 | 여자 | 전체 |
| ------------ | ---- | ---- | ---- |
| 양궁         | 1    | 0    | 1    |
| 육상         | 2    | 0    | 2    |
| 사이클       | 2    | 1    | 3    |
| 승마         | 1    | 0    | 1    |
| 수영         | 1    | 1    | 2    |
| 탁구         | 0    | 2    | 2    |
| 트라이애슬론 | 1    | 0    | 1    |
| 전체         | 8    | 4    | 12   |

## 같이 보기
- 올림픽 룩셈부르크 선수단